# Un prince belge de l'Europe, Charles-Joseph de Ligne
Pour plus de détails, voir Fiche technique et Distribution.
Un prince belge de l'Europe, Charles-Joseph de Ligne est un film documentaire belge de Jacques Kupissonoff tourné en noir et blanc en 1963.
Ce film est narré par Jean Meyer, et la musique est de Georges Delerue.

## Synopsis
Charles-Joseph de Ligne est dépeint dans cette œuvre sous son aspect d’homme d’esprit et de courtisan choyé dans les cours européennes de l’Europe d’avant la Révolution française.

## Fiche technique
- Titre : Un prince belge de l'Europe, Charles-Joseph de Ligne
- Réalisation : Jacques Kupissonoff
- Scénario : Jacques Kupissonoff
- Narration : Jean Meyer
- Musique : Georges Delerue
- Photographie : Jacques Klein, Freddy Rents et Fernand Tack
- Montage :
- Production :
- Pays :  Belgique
- Genre : Documentaire
- Durée : 24 minutes
- Dates de sortie : 
  -  France : mai 1963 (Festival de Cannes)

## Distinctions
Ce film obtient le Prix de la ville de Versailles – sélection du court-métrage européen organisée à Versailles par l’Union européenne des techniciens du film.[réf. souhaitée]